# Elvira Șarapatin
Elvira Șarapatin (n. 16 februarie 1952

) este un deputat PSD român, ales în 2016.